# Кристіан VI
Кристіа́н VI (дан. Christian 6.; 30 листопада 1699 — 6 серпня 1746) — король Данії і Норвегії від 1730 до 1746 року.

## Життєпис
Народився у Копенгагені в родині Фредеріка IV, короля Данії і Норвегії, й Луїзи Мекленбург-Гюстровської. Отримав гарну освіту, проте здебільшого релігійну. Був прихильником містичної течії в лютеранстві — пієтизму. Це наклало свій відбиток й на його правління.
Після смерті батька 1730 року Кристіан став новим королем. 1733 року він провів нову реформу, яка скасувала політику Фредеріка IV щодо селян. Вони знову стали кріпаками. Разом з цим посилився вплив земельної аристократії.
Прихильність до пієтизму призвела до впровадження 1736 року конфірмації. Кристіан VI намагався впровадити пієтизм в усі сфери життя, хоча ця королівська політика не сприймалася дуже прихильно. За часи його правління зачинено Данський театр, припинено різні святкування, збільшено кількість релігійних свят.
Кристіан VI відомий також значними будівельними роботами. Збудовано замок Крістіанборг у 1733—1742 роках, палаци Гіршгольм у 1737—1739 роках і Ермітаж у 1734—1736 роках.
Водночас Кристіан VI проводив політику попередника щодо миру з сусідніми країнами, зокрема встановив союзницькі відносини з Російською імперією. Період миру сприяв розвитку торгівлі та промисловості як у Данії, так і в Норвегії. Тривала політика меркантилізму й протекціонізму. 1735 року Кристіан VI впровадив хлібну монополію. А втім, цей наказ завдав також збитків торговцям: під час голоду 1740 року його довелося скасувати. 1739 року створено Норвезьку компанію, яка отримала монополію на використання всіх природних багатств Норвегії.
Помер Кристіан VI у Гіршгольмі 6 серпня 1746 року. Похований у Роскілльському соборі.

## Родина
Дружина — Софія Магдалена (1700—1770), дочка Крістіана Генріха, маркграфа Бранденбург-Байройт-Кульмбаського.
Діти:
- Фредерік (1723—1766), король Данії, одружений з Луїзою Великобританською, потім з Юліаною Марією Брауншвейг-Вольфенбюттельською;
- Луїза (1726—1756), дружина Ернеста Фрідріха III, герцога Саксен-Гільдбурґгаузена.